# Tomás Ó Criomhthain
 (mars 2017).
Si vous disposez d'ouvrages ou d'articles de référence ou si vous connaissez des sites web de qualité traitant du thème abordé ici, merci de compléter l'article en donnant les références utiles à sa vérifiabilité et en les liant à la section « Notes et références ».
Tomás Ó Criomhthain, né en 1856 aux Îles Blasket en Irlande et mort au même endroit en 1937, est un pêcheur et écrivain irlandais.

## Biographie
Pauvre pêcheur-paysan sur cet îlot très pauvre, il écrivit, avec talent, en langue irlandaise vers 1925, sous forme de lettres à un ami, la vie que menaient alors les 160 habitants de cette « dernière paroisse avant l'Amérique ».
Son deuxième ouvrage, intitulé An t-Oileánach (en français L'Homme des îles), édité et publié en France par la Petite Bibliothèque Payot, connut une grande notoriété : à titre d'exemple le célèbre écrivain allemand Heinrich Böll s'en fit le traducteur. Il est devenu un classique. Le livre raconte son enfance sur la plus grande des îles de l'archipel.